# Cárdenas (La Rioja)
Cárdenas es un municipio de la comunidad autónoma de La Rioja (España). Este municipio se ubica en el curso bajo del valle del río Cárdenas, en el espacio de la Cogolla, Comarca de Nájera (Rioja Alta). Pertenece al partido judicial de Logroño, aunque dependió de Nájera hasta la desaparición de este partido.Cuenta con una población de 129 habitantes (INE 2024).

## Economía
La base económica del municipio es la agricultura de secano, entre cuyos cultivos destacan la vid y los cereales, que suponen la mayor parte de la superficie de cultivo.
La escasa superficie de regadío está mayormente dedicada a la patata.
El comercial y los servicios de Cárdenas son escaso, dependiendo de la proximidad de Nájera.

## Geografía
El municipio se organiza en torno al valle del río Cárdenas; que tiene fondo plano y de 2 km de anchura, y está bordeado por distintos niveles de terraza que se levantan desde el valle hasta las colinas de la margen derecha del río, con una altitud aproximada de 650 m s. n. m.

## Historia
Aparece mencionado en el Voto de Fernán González "Omnes villas de rivo de Alesanco, el rivo de Cárdenas de vertice usque ad Naxeram".
En 992 el rey de Pamplona y Aragón, Sancho Garcés II de Navarra, Abarca, su esposa doña Urraca Fernández y su hijo García Sánchez el Trémulo, ofrecieron al Monasterio de San Millán de la Cogolla el lugar de Cárdenas por el alma del infante Ramiro que había fallecido aquel mismo año.
El rey de Pamplona, Sancho Garcés IV de Navarra el de Peñalén en 1064, al mismo monasterio y a su abad Pedro, de la granja llamada villa de Cardinis, que su antecesor Sancho II había cedido a San Millán.
Poco antes de que Sancho IV fuera asesinado por sus hermanos Ramón y Ermesinda en Peñalén, visitó el monasterio junto a su mujer doña Placencia de Normandía y donó a San Miguel las villas de Cardinas Mayores y Menores (28 de febrero de 1076). El rey se titulaba "Naiarensis Rex" y reinaba en Pamplona, Alava y Nájera.
En 1790 Cárdenas fue uno de los municipios fundadores de la Real Sociedad Económica de La Rioja, la cual era una de las sociedades de amigos del país creadas en el siglo siglo XVIII conforme a los ideales de la ilustración. 
Cárdenas y Nájera se disputan el lugar de nacimiento de Andrés Amutia de San Juan, escultor y autor del coro alto de Monasterio de Santa María la Real de Nájera, del coro de San Benito el Real de Valladolid y del coro alto de la catedral de Santo Domingo de la Calzada.

## Etimología
En una bula de 1199 por la que se concedían privilegios al monasterio de San Millán de la Cogolla ya aparecía nombrada como Cardenas. A pesar de que podría parecer proceder de un color, se le otorga un valor fitotoponímico a partir de la forma cardinus desde el latín cardu, "cardo".

## Monumentos

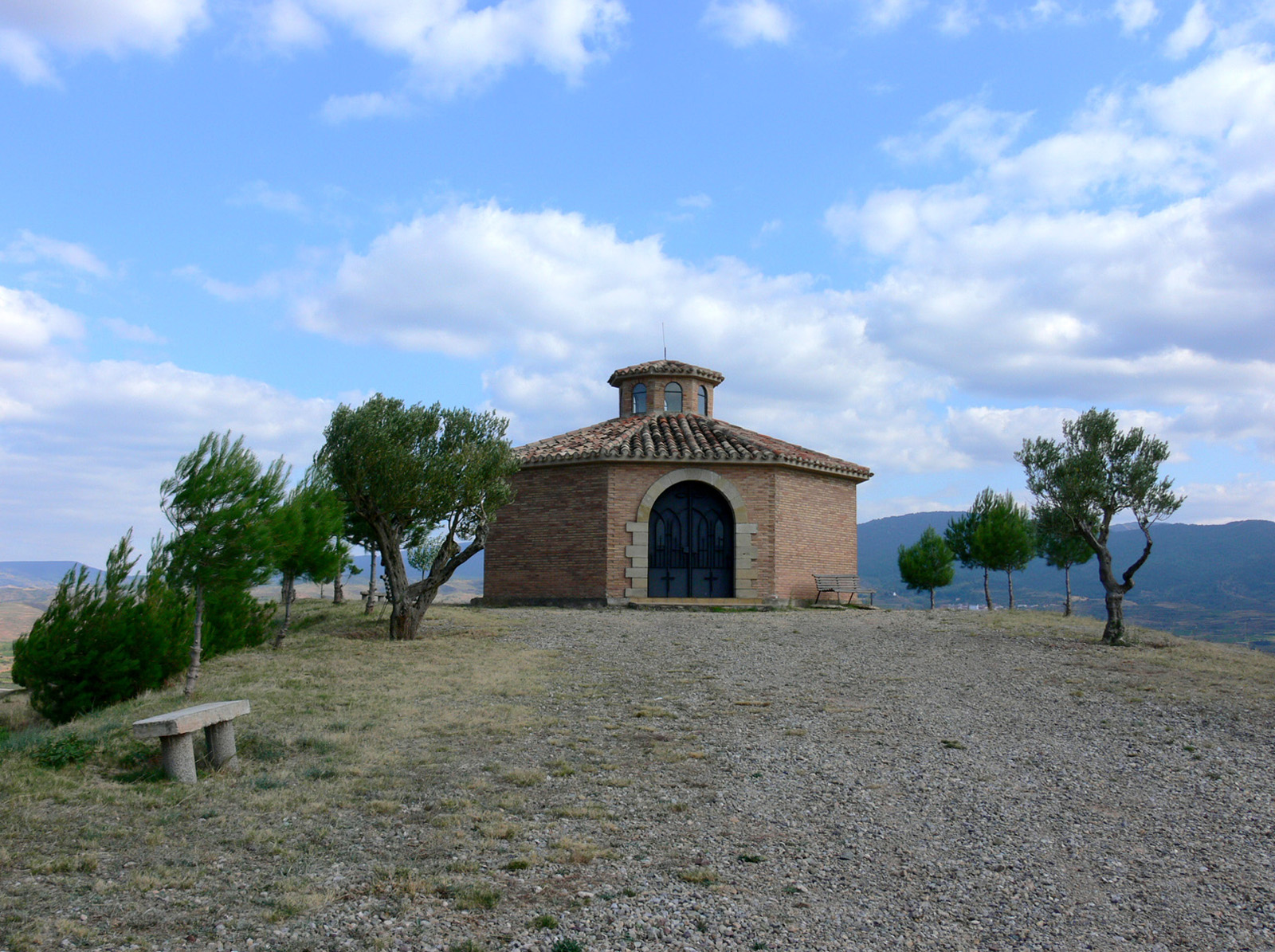
Ermita de Salamanchurri.

- Iglesia parroquial de la Asunción: Fue levantada entre el siglo XVI y el XVII. Es una construcción en sillería y mampostería. Consta de una nave de tres tramos de distintas dimensiones, el primero de ellos se cubre con crucería estrellada con combados curvos y el resto con lunetas. La cabecera es rectangular y pequeña, tiene bóveda de medio cañón como cubierta. En el presbiterio, retablo mayor de un cuerpo y ático de tres calles de mediados del siglo XVII.

Adosados al lado de la Epístola se encuentran la sacristía, el pórtico y el baptisterio, todos ellos cubiertos con cielo raso. A los pies, el coro alto de reciente construcción cubierto con cielo raso.
- Ermita de Salamanchurri.

## Geografía humana

### Demografía
Cuenta con una población de 129 habitantes (INE 2024).
| Gráfica de evolución demográfica de Cárdenas entre 1842 y 2021 |
| |
| Población de derecho según los censos de población del INE Población de hecho según los censos de población del INEEntre el censo de 1857 y el anterior, crece el término del municipio porque incorpora a 265004 (Mahave) |

Figura en el censo de población de:
- Castilla del siglo XVI con alrededor de 100 habitantes.
- En el "Diccionario Geográfico", publicado en Barcelona en 1830, aparece con 38 vecinos, 192 almas
- En el censo para la formación de la provincia de Logroño de 1840 con "55 vecinos, 270 almas".

## Administración
| Periodo   | Nombre                           | Partido          |
| --------- | -------------------------------- | ---------------- |
| 1979-1983 | Bonifacio Martínez Bobadilla     | UCD              |
| 1983-1987 | Bonifacio Martínez Bobadilla     | AP               |
| 1987-1991 | -                                | Comisión Gestora |
| 1991-1995 | Julián Orodea Morga              | CDS              |
| 1995-1999 | Antonio María Martínez Terreros  | PP               |
| 1999-2003 | Antonio María Martínez Terreros  | PP               |
| 2003-2007 | Antonio María Martínez Terreros  | PP               |
| 2007-2011 | Servando Jesús Martínez Martínez | PP               |
| 2011-2015 | Gregorio Ramiro García Terreros  | PP               |
| 2015-2019 | Lorenzo de Pablo Acha            | PP               |
| 2019-2023 | José Antonio García de Pablo     | PSOE             |
| 2023-act. | Cristina Navaridas García        | PP               |

## Fiestas
- 12 de octubre, en honor a su patrona, Nuestra Señora del Pilar
- Fiestas de verano y acción de gracias, primer fin de semana de agosto